# Wąbrzeźno (gemeente)
De gemeente Wąbrzeźno is een landgemeente in het Poolse woiwodschap Koejavië-Pommeren, in powiat Wąbrzeski.
De zetel van de gemeente is in Wąbrzeźno.
Op 30 juni 2004 telde de gemeente 8603 inwoners.
De gemeente bestaat uit 21 sołectwo en 35 miejscowości. De sołectwo zijn: Cymbark, Czystochleb, Jarantowice, Jaworze, Ludowice, Łabędź, Małe Radowiska, Myśliwiec, Orzechówko, Orzechowo, Pływaczewo, Przydwórz, Ryńsk, Sitno, Stanisławki, Trzcianek, Trzciano, Wałyczyk, Wałycz, Węgorzyn, en Zieleń.

## Oppervlakte gegevens
In 2002 bedroeg de totale oppervlakte van gemeente Wąbrzeźno 200,78 km², waarvan:
- agrarisch gebied: 75%
- bossen: 12%

De gemeente beslaat 40,05% van de totale oppervlakte van de powiat.

## Demografie
Stand op 30 juni 2004:
| Omschrijving                   | Totaal | Totaal | Vrouwen | Vrouwen | Mannen | Mannen |
| ------------------------------ | ------ | ------ | ------- | ------- | ------ | ------ |
| eenheid                        | aantal | %      | aantal  | %       | aantal | %      |
| inwoners                       | 8603   | 100    | 4345    | 50,5    | 4258   | 49,5   |
| bevolkingsdichtheid (inw./km²) | 42,8   | 42,8   | 21,6    | 21,6    | 21,2   | 21,2   |

In 2002 bedroeg het gemiddelde inkomen per inwoner 1216,4 zł.

## Administratieve plaatsen (sołectwo)
Cymbark, Czystochleb, Jarantowice, Jaworze, Ludowice, Łabędź, Małe Radowiska, Myśliwiec, Orzechowo, Orzechówko, Pływaczewo, Przydwórz, Ryńsk, Sitno, Stanisławki, Trzcianek, Trzciano, Wałycz, Wałyczyk, Węgorzyn, Zieleń.

## Overige plaatsen
Frydrychowo, Jarantowiczki, Katarzynki, Michałki, Młynik, Nielub, Plebanka, Prochy, Rozgard, Sicinek, Sosnówka, Wronie, Zaradowiska.

## Aangrenzende gemeenten
Chełmża, Dębowa Łąka, Kowalewo Pomorskie, Książki, Płużnica, Radzyń Chełmiński, Wąbrzeźno